# Municipio de Abercrombie
El municipio de Abercrombie (en inglés: Abercrombie Township) es un municipio ubicado en el condado de Richland en el estado estadounidense de Dakota del Norte. En el año 2010 tenía una población de 110 habitantes y una densidad poblacional de 1,18 personas por km².

## Geografía
El municipio de Antelope se encuentra ubicado en las coordenadas 46°24′18″N 96°47′6″O / 46.40500, -96.78500. Según la Oficina del Censo de los Estados Unidos, el municipio tiene una superficie total de 93.29 km², de la cual 93,29 km² corresponden a tierra firme y (0 %) 0 km² es agua.

## Demografía
Según el censo de 2010, había 110 personas residiendo en el municipio de Abercrombie. La densidad de población era de 1,18 hab./km². De los 110 habitantes, el municipio de Abercrombie estaba compuesto por el 100 % blancos. Del total de la población el 0 % eran hispanos o latinos de cualquier raza.